# XHarbour
XHarbour è un compilatore che supporta un'estensione del linguaggio di programmazione Clipper, ed è compatibile retroattivamente con esso. È distribuito con licenza open source GPL per varie piattaforme come DOS, Microsoft Windows, Linux 32, Linux 64, Unix 32, Unix 64, Mac OS X. È anche compatibile con il compilatore Clip.
Offre molteplici GT, tra cui i driver di console, GUI con licenza Open source, come HWGui, MiniGUI e GUI con licenza commerciale, supporta soluzioni Hybrid Console / GUI, come GTWvt, e GTWvw. Il compilatore è 100% compatibile con il linguaggio di programmazione Clipper e supporta molte estensioni di linguaggio che estendono le librerie di runtime come OLE, ODBC, MySQL, PostgreSQL, TIpt, TXml, RegEx, HbZip, xbScript. Xharbour possiede inoltre un esteso supporto di terze parti.
Come molti linguaggi dinamici, è anche disponibile come linguaggio di scripting, utilizzando un interprete scritto in xHarbour.
Nacque nel 2001 dal progetto gemello Harbour, ideato nel 1999. Molti programmatori collaborano ad entrambi i progetti. Harbour si mantiene sulla massima retrocompatibilità, essendo nato per ricompilare applicazioni Clipper altrimenti obsolete alle nuove tecnologie hardware e software. xHarbour dal canto suo estende le possibilità del compilatore e si avvale di molti prodotti di terze parti, che comprendono interfacce grafiche per Windows.